# Selaginella hordeiformis
Selaginella hordeiformis är en mosslummerväxtart som beskrevs av John Gilbert Baker.
Selaginella hordeiformis ingår i släktet mosslumrar och familjen mosslummerväxter. Inga underarter finns listade i Catalogue of Life.